# Eleições autárquicas portuguesas de 1993
As eleições autárquicas portuguesas de 1993 foram realizadas a 12 de dezembro e serviram para eleger os membros dos diferentes órgãos que constituem o poder local, ou seja, 305 presidentes de câmara municipal, 2 006 vereadores, 6 769 membros de assembleias municipais e 33 458 membros de assembleias de freguesia.
O grande vencedor destas eleições foi o Partido Socialista (PS) que reforçou a sua votação, conquistando mais dez câmaras, ficando agora com 126, um novo recorde para o partido.
O Partido Social Democrata (PPD/PSD) subiu ligeiramente, conquistando mais três câmaras, no total ficando com 116.
A CDU – Coligação Democrática Unitária (PCP–PEV), liderada pelo Partido Comunista Português (PCP) em conjunto com o Partido Ecologista "Os Verdes" (PEV), continuou com o seu declínio eleitoral, perdendo 1uma câmara, e ficando-se pelas 49.
O grande derrotado das eleições foi, no entanto, o Partido do Centro Democrático Social – Partido Popular (CDS–PP), novo nome do Partido do Centro Democrático Social, que ficou com o mais baixo número de presidências de câmara na sua história, treze, ou seja, uma perda de sete câmaras em relação a 1989.

## Mapa

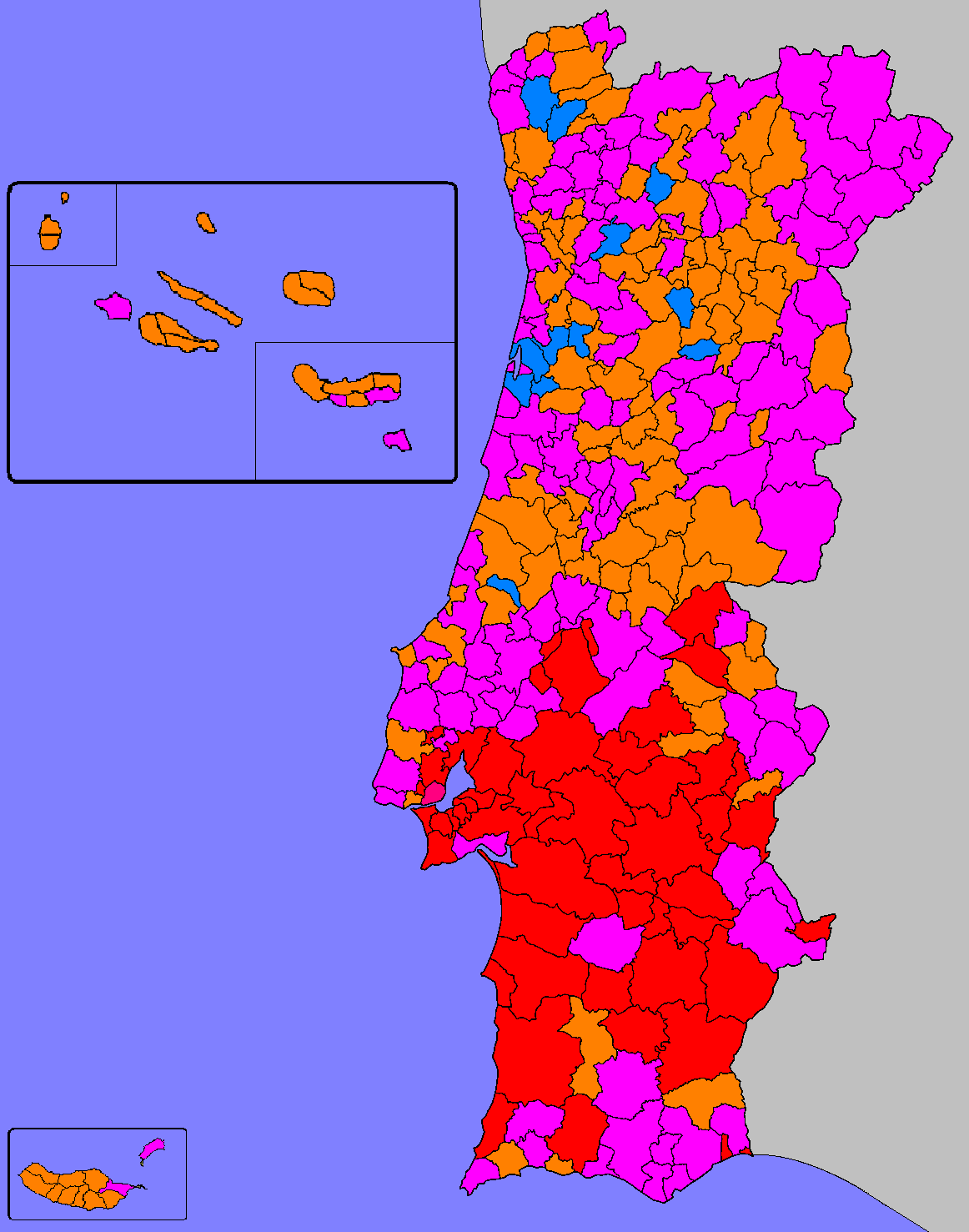
Partido mais votado por concelho (câmara municipal). Legenda: Rosa – PS; Laranja – PPD/PSD; Vermelho – PCP–PEV; Azul claro – CDS–PP; Laranja avermelhado – PS–PCP–PEV–PSR–UDP.

## Partidos e coligações candidatas

### Partidos
| Sigla | Sigla     | Partido/Coligação permanente                           |
| ----- | --------- | ------------------------------------------------------ |
|       | CDS–PP    | Partido do Centro Democrático Social – Partido Popular |
|       | FER       | Frente de Esquerda Revolucionária                      |
|       | MDP       | Movimento Democrático Português                        |
|       | MPT       | Movimento O Partido da Terra                           |
|       | PCP–PEV   | CDU – Coligação Democrática Unitária                   |
|       | PCTP/MRPP | Partido Comunista dos Trabalhadores Portugueses        |
|       | PDA       | Partido Democrático do Atlântico                       |
|       | PDC       | Partido da Democracia Cristã                           |
|       | PPD/PSD   | Partido Social Democrata                               |
|       | PPM       | Partido Popular Monárquico                             |
|       | PRD       | Partido Renovador Democrático                          |
|       | PS        | Partido Socialista                                     |
|       | PSR       | Partido Socialista Revolucionário                      |
|       | PSN       | Partido de Solidariedade Nacional                      |
|       | UDP       | União Democrática Popular                              |

### Coligações
| Sigla | Sigla              | Coligação ad hoc |
| ----- | ------------------ | --- |
|       | PS/CDS–PP          | Coligação Partido Socialista–Partido do Centro Democrático Social – Partido Popular                                                                  |
|       | PS–PCP–PEV         | Coligação Partido Socialista–Partido Comunista Português–Partido Ecologista "Os Verdes".                                                             |
|       | PS–PCP–PEV–PSR–UDP | Coligação Partido Socialista–Partido Comunista Português–Partido Ecologista "Os Verdes"–Partido Socialista Revolucionário–União Democrática Popular. |
|       | PS–PCP–PEV–UDP–PDA | Coligação Partido Socialista–Partido Comunista Português–Partido Ecologista "Os Verdes"–União Democrática Popular–Partido Democrático do Atlântico.  |

## Resultados oficiais

### Câmaras e vereadores municipais
| Partido                 | Partido | Votos       | %               | +/-         | Presidentes de CM | +/-         | Vereadores    | +-          |
| ----------------------- | --- | ----------- | --------------- | ----------- | ----------------- | ----------- | ------------- | ----------- |
|                         | Partido Socialista | 1 950 133   | 36,06 / 100,00  | 3,74        | 126 / 305         | 10          | 792 / 2 006   | 64          |
|                         | Partido Social Democrata | 1 822 925   | 33,71 / 100,00  | 2,32        | 116 / 305         | 3           | 805 / 2 006   | 25          |
|                         | CDU – Coligação Democrática Unitária | 689 928     | 12,76 / 100,00  | 0,05        | 49 / 305          | 1           | 246 / 2 006   | 7           |
|                         | Partido do Centro Democrático Social – Partido Popular | 455 357     | 8,42 / 100,00   | 0,70        | 13 / 305          | 7           | 133 / 2 006   | 46          |
|                         | Coligações Partido Socialista–Partido Comunista Português–Partido Ecologista "Os Verdes", Partido Socialista–Partido Comunista Português–Partido Ecologista "Os Verdes"–Partido Socialista Revolucionário–União Democrática Popular e Partido Socialista–Partido Comunista Português–Partido Ecologista "Os Verdes"–União Democrática Popular–Partido Democrático do Atlântico | 211 138     | 3,90 / 100,00   | 0,25        | 1 / 305           | Estável     | 17 / 2 006    | 8           |
|                         | Partido de Solidariedade Nacional | 28 922      | 0,53 / 100,00   | Novo        | 0 / 305           | Novo        | 3 / 2 006     | Novo        |
|                         | Movimento O Partido da Terra | 23 408      | 0,43 / 100,00   | Novo        | 0 / 305           | Novo        | 2 / 2 006     | Novo        |
|                         | Partido Comunista dos Trabalhadores Portugueses | 15 821      | 0,29 / 100,00   | 0,15        | 0 / 305           | Estável     | 0 / 2 006     | Estável     |
|                         | Coligação Partido Socialista–Partido do Centro Democrático Social – Partido Popular | 11 482      | 0,21 / 100,00   | 0,52        | 0 / 305           | 3           | 7 / 2 006     | 9           |
|                         | União Democrática Popular | 8 185       | 0,15 / 100,00   | 0,18        | 0 / 305           | 1           | 0 / 2 006     | 4           |
|                         | Partido Renovador Democrático | 1 455       | 0,03 / 100,00   | 0,75        | 0 / 305           | Estável     | 0 / 2 006     | 4           |
|                         | Movimento Democrático Português | 1 386       | 0,03 / 100,00   | 0,20        | 0 / 305           | Estável     | 1 / 2 006     | Estável     |
|                         | Partido Democrático do Atlântico | 285         | 0,01 / 100,00   | Estável     | 0 / 305           | Estável     | 0 / 2 006     | Estável     |
|                         | Partido Popular Monárquico | 269         | 0,00 / 100,00   | 0,06        | 0 / 305           | Estável     | 0 / 2 006     | 1           |
|                         | Partido da Democracia Cristã | 214         | 0,00 / 100,00   | 0,11        | 0 / 305           | Estável     | 0 / 2 006     | 1           |
| Votos inválidos         | Votos inválidos | 187 211     | 3,46 / 100,00   | 0,06        |                   |             |               |             |
| Total                   | Total | 5 408 119   | 100,00 / 100,00 |             | 305 / 305         |             | 2 006 / 2 006 | 9           |
| Eleitorado/Participação | Eleitorado/Participação | 8 530 297   | 63,40 / 100,00  | 2,49        |                   |             |               |             |
| Fonte                   | Fonte | [ 3 ] [ 4 ] | [ 3 ] [ 4 ]     | [ 3 ] [ 4 ] | [ 3 ] [ 4 ]       | [ 3 ] [ 4 ] | [ 3 ] [ 4 ]   | [ 3 ] [ 4 ] |

### Assembleias municipais
| Partido                 | Partido | Votos     | %               | +/-   | Mandatos      | +/-   |
| ----------------------- | --- | --------- | --------------- | ----- | ------------- | ----- |
|                         | Partido Socialista | 1 930 816 | 35,70 / 100,00  | 2,53  | 2 629 / 6 769 | 200   |
|                         | Partido Social Democrata | 1 829 087 | 33,82 / 100,00  | 1,27  | 2 671 / 6 769 | 98    |
|                         | CDU – Coligação Democrática Unitária | 704 980   | 13,04 / 100,00  | 0,81  | 803 / 6 769   | 46    |
|                         | Partido do Centro Democrático Social – Partido Popular | 445 065   | 8,23 / 100,00   | 1,12  | 556 / 6 769   | 156   |
|                         | Coligações Partido Socialista–Partido Comunista Português–Partido Ecologista "Os Verdes", Partido Socialista–Partido Comunista Português–Partido Ecologista "Os Verdes"–Partido Socialista Revolucionário–União Democrática Popular e Partido Socialista–Partido Comunista Português–Partido Ecologista "Os Verdes"–-União Democrática Popular–Partido Democrático do Atlântico | 204 555   | 3,78 / 100,00   | 0,06  | 50 / 6 769    | 22    |
|                         | Partido de Solidariedade Nacional | 23 260    | 0,43 / 100,00   | Novo  | 16 / 6 769    | Novo  |
|                         | Movimento O Partido da Terra | 22 653    | 0,42 / 100,00   | Novo  | 11 / 6 769    | Novo  |
|                         | Partido Comunista dos Trabalhadores Portugueses | 12 063    | 0,22 / 100,00   | 0,01  | 1 / 6 769     | 1     |
|                         | Coligação Partido Socialista–Partido do Centro Democrático Social – Partido Popular | 11 905    | 0,22 / 100,00   | 0,50  | 24 / 6 769    | 21    |
|                         | União Democrática Popular | 11 009    | 0,20 / 100,00   | 0,17  | 2 / 6 769     | 12    |
|                         | Partido Socialista Revolucionário | 9 733     | 0,18 / 100,00   | Novo  | 0 / 6 769     | Novo  |
|                         | Partido Popular Monárquico | 3 494     | 0,06 / 100,00   | 0,02  | 0 / 6 769     | 2     |
|                         | Partido Renovador Democrático | 1 476     | 0,03 / 100,00   | 0,84  | 2 / 6 769     | 24    |
|                         | Movimento Democrático Português | 1 340     | 0,02 / 100,00   | 0,17  | 4 / 6 769     | 2     |
| Votos inválidos         | Votos inválidos | 196 876   | 3,64 / 100,00   | 0,14  |               |       |
| Total                   | Total | 5 408 312 | 100,00 / 100,00 |       | 6 769 / 6 769 | 16    |
| Eleitorado/Participação | Eleitorado/Participação | 8 530 297 | 63,40 / 100,00  | 3,63  |               |       |
| Fonte                   | Fonte | [ 5 ]     | [ 5 ]           | [ 5 ] | [ 5 ]         | [ 5 ] |

### Assembleias de freguesia
| Partido                 | Partido | Votos     | %               | +/-   | Mandatos        | +/-   |
| ----------------------- | --- | --------- | --------------- | ----- | --------------- | ----- |
|                         | Partido Socialista | 1 860 188 | 34,53 / 100,00  | 2,37  | 12 312 / 33 458 | 1 124 |
|                         | Partido Social Democrata | 1 810 841 | 33,62 / 100,00  | 0,75  | 13 679 / 33 458 | 442   |
|                         | CDU – Coligação Democrática Unitária | 714 001   | 13,26 / 100,00  | 0,87  | 2 747 / 33 458  | 178   |
|                         | Partido do Centro Democrático Social – Partido Popular | 418 998   | 7,78 / 100,00   | 0,61  | 2 719 / 33 458  | 725   |
|                         | Coligações Partido Socialista–Partido Comunista Português–Partido Ecologista "Os Verdes", Partido Socialista–Partido Comunista Português–Partido Ecologista "Os Verdes"–Partido Socialista Revolucionário–União Democrática Popular e Partido Socialista–Partido Comunista Português–Partido Ecologista "Os Verdes"–União Democrática Popular–Partido Democrático do Atlântico | 209 868   | 3,90 / 100,00   | 0,03  | 527 / 33 458    | 135   |
|                         | Grupos de cidadãos eleitores | 123 351   | 2,29 / 100,00   | 0,36  | 1 234 / 33 458  | 225   |
|                         | Partido de Solidariedade Nacional | 21 462    | 0,40 / 100,00   | Novo  | 55 / 33 458     | Novo  |
|                         | Movimento O Partido da Terra | 12 490    | 0,23 / 100,00   | Novo  | 38 / 33 458     | Novo  |
|                         | Coligação Partido Socialista–Partido do Centro Democrático Social – Partido Popular | 11 913    | 0,22 / 100,00   | 0,46  | 124 / 33 458    | 57    |
|                         | União Democrática Popular | 7 639     | 0,14 / 100,00   | 0,37  | 2 / 33 458      | 28    |
|                         | Partido Comunista dos Trabalhadores Portugueses | 3 820     | 0,07 / 100,00   | 0,03  | 1 / 33 458      | 1     |
|                         | Partido Renovador Democrático | 1 525     | 0,03 / 100,00   | 0,60  | 10 / 33 458     | 48    |
|                         | Movimento Democrático Português | 1 163     | 0,02 / 100,00   | 0,17  | 8 / 33 458      | 5     |
|                         | Partido Popular Monárquico | 306       | 0,01 / 100,00   | 0,02  | 2 / 33 458      | 7     |
|                         | Frente de Esquerda Revolucionária | 77        | 0,00 / 100,00   | Novo  | 0 / 33 458      | Novo  |
| Votos inválidos         | Votos inválidos | 189 008   | 3,57 / 100,00   | 0,03  |                 |       |
| Total                   | Total | 5 386 650 | 100,00 / 100,00 |       | 33 458 / 33 458 | 458   |
| Eleitorado/Participação | Eleitorado/Participação | 8 530 297 | 63,15 / 100,00  | 7,90  |                 |       |
| Fonte                   | Fonte | [ 6 ]     | [ 6 ]           | [ 6 ] | [ 6 ]           | [ 6 ] |

## Resultados por distrito ou região autónoma (câmara municipal)

### Região Autónoma dos Açores
| Partido                 | Partido | Votos   | %               | +/-  | Presidentes de CM | +/-     | Vereadores | +/-     |
| ----------------------- | --- | ------- | --------------- | ---- | ----------------- | ------- | ---------- | ------- |
|                         | Partido Social Democrata | 58 654  | 53,75 / 100,00  | 4,55 | 15 / 19           | 6       | 67 / 107   | 12      |
|                         | Partido Socialista | 21 382  | 19,59 / 100,00  | 6,50 | 4 / 19            | 3       | 26 / 107   | 13      |
|                         | Coligação Partido Socialista–Partido do Centro Democrático Social – Partido Popular | 11 482  | 10,52 / 100,00  | 5,68 | 0 / 19            | 3       | 7 / 107    | 4       |
|                         | Coligações Partido Socialista–Partido Comunista Português–Partido Ecologista "Os Verdes" e Partido Socialista–Partido Comunista Português–Partido Ecologista "Os Verdes"–União Democrática Popular–Partido Democrático do Atlântico | 10 316  | 9,45 / 100,00   | Novo | 0 / 19            | Novo    | 6 / 107    | Novo    |
|                         | CDU – Coligação Democrática Unitária | 2 302   | 2,11 / 100,00   | 0,51 | 0 / 19            | Estável | 1 / 107    | 1       |
|                         | Partido do Centro Democrático Social – Partido Popular | 1 450   | 1,33 / 100,00   | 1,26 | 0 / 19            | Estável | 0 / 107    | 3       |
|                         | Partido Democrático do Atlântico | 285     | 0,26 / 100,00   | 0,10 | 0 / 19            | Estável | 0 / 107    | Estável |
|                         | Partido da Democracia Cristã | 214     | 0,20 / 100,00   | -    | 0 / 19            | -       | 0 / 107    | -       |
| Votos inválidos         | Votos inválidos | 3 041   | 2,79 / 100,00   | 0,15 |                   |         |            |         |
| Total                   | Total | 109 126 | 100,00 / 100,00 |      | 19 / 19           |         | 107 / 107  | 2       |
| Eleitorado/Participação | Eleitorado/Participação | 184 201 | 59,24 / 100,00  | 6,05 |                   |         |            |         |

### Distrito de Aveiro
| Partido                 | Partido                                                | Votos   | %               | +/-  | Presidentes de CM | +/-     | Vereadores | +/-     |
| ----------------------- | ------------------------------------------------------ | ------- | --------------- | ---- | ----------------- | ------- | ---------- | ------- |
|                         | Partido Social Democrata                               | 140 956 | 39,07 / 100,00  | 0,08 | 5 / 19            | 5       | 56 / 137   | 3       |
|                         | Partido Socialista                                     | 121 567 | 33,70 / 100,00  | 5,28 | 8 / 19            | 5       | 46 / 137   | 9       |
|                         | Partido do Centro Democrático Social – Partido Popular | 67 640  | 18,75 / 100,00  | 4,29 | 6 / 19            | Estável | 33 / 137   | 3       |
|                         | CDU – Coligação Democrática Unitária                   | 13 246  | 3,67 / 100,00   | 0,30 | 0 / 19            | Estável | 1 / 137    | Estável |
|                         | Partido de Solidariedade Nacional                      | 4 992   | 1,38 / 100,00   | Novo | 0 / 19            | Novo    | 1 / 137    | Novo    |
|                         | União Democrática Popular                              | 643     | 0,18 / 100,00   | 0,03 | 0 / 19            | Estável | 0 / 137    | Estável |
| Votos inválidos         | Votos inválidos                                        | 11 720  | 3,25 / 100,00   | 0,05 |                   |         |            |         |
| Total                   | Total                                                  | 360 764 | 100,00 / 100,00 |      | 19 / 19           |         | 137 / 137  | 2       |
| Eleitorado/Participação | Eleitorado/Participação                                | 545 002 | 66,19 / 100,00  | 1,44 |                   |         |            |         |

### Distrito de Beja
| Partido                 | Partido                                                | Votos   | %               | +/-  | Presidentes de CM | +/-     | Vereadores | +/- |
| ----------------------- | ------------------------------------------------------ | ------- | --------------- | ---- | ----------------- | ------- | ---------- | --- |
|                         | CDU – Coligação Democrática Unitária                   | 42 012  | 43,17 / 100,00  | 3,53 | 10 / 14           | 1       | 39 / 80    | 6   |
|                         | Partido Socialista                                     | 33 247  | 34,16 / 100,00  | 0,52 | 3 / 14            | 1       | 30 / 80    | 1   |
|                         | Partido Social Democrata                               | 12 320  | 12,66 / 100,00  | 0,57 | 1 / 14            | Estável | 8 / 80     | 2   |
|                         | Partido do Centro Democrático Social – Partido Popular | 4 346   | 4,47 / 100,00   | 3,14 | 0 / 14            | Estável | 2 / 80     | 2   |
|                         | Movimento Democrático Português                        | 1 386   | 1,42 / 100,00   | -    | 0 / 14            | -       | 1 / 80     | -   |
| Votos inválidos         | Votos inválidos                                        | 4 012   | 4,12 / 100,00   | 0,70 |                   |         |            |     |
| Total                   | Total                                                  | 97 323  | 100,00 / 100,00 |      | 14 / 14           |         | 80 / 80    |     |
| Eleitorado/Participação | Eleitorado/Participação                                | 151 735 | 64,14 / 100,00  | 3,03 |                   |         |            |     |

### Distrito de Braga
| Partido                 | Partido                                                | Votos   | %               | +/-  | Presidentes de CM | +/-     | Vereadores | +/-     |
| ----------------------- | ------------------------------------------------------ | ------- | --------------- | ---- | ----------------- | ------- | ---------- | ------- |
|                         | Partido Socialista                                     | 189 974 | 43,15 / 100,00  | 0,69 | 7 / 13            | 2       | 44 / 101   | 2       |
|                         | Partido Social Democrata                               | 158 874 | 36,09 / 100,00  | 1,27 | 5 / 13            | Estável | 44 / 101   | 3       |
|                         | Partido do Centro Democrático Social – Partido Popular | 50 166  | 11,40 / 100,00  | 1,85 | 1 / 13            | 2       | 11 / 101   | 6       |
|                         | CDU – Coligação Democrática Unitária                   | 27 266  | 6,19 / 100,00   | 1,48 | 0 / 13            | Estável | 2 / 101    | 1       |
|                         | Partido de Solidariedade Nacional                      | 853     | 0,19 / 100,00   | Novo | 0 / 13            | Novo    | 0 / 101    | Novo    |
|                         | União Democrática Popular                              | 756     | 0,17 / 100,00   | 0,08 | 0 / 13            | Estável | 0 / 101    | Estável |
| Votos inválidos         | Votos inválidos                                        | 12 336  | 2,80 / 100,00   | 0,10 |                   |         |            |         |
| Total                   | Total                                                  | 440 225 | 100,00 / 100,00 |      | 13 / 13           |         | 101 / 101  |         |
| Eleitorado/Participação | Eleitorado/Participação                                | 612 113 | 71,92 / 100,00  | 0,28 |                   |         |            |         |

### Distrito de Bragança
| Partido                 | Partido                                                | Votos   | %               | +/-   | Presidentes de CM | +/-     | Vereadores | +/-     |
| ----------------------- | ------------------------------------------------------ | ------- | --------------- | ----- | ----------------- | ------- | ---------- | ------- |
|                         | Partido Socialista                                     | 44 724  | 43,73 / 100,00  | 7,45  | 10 / 12           | 4       | 35 / 72    | 4       |
|                         | Partido Social Democrata                               | 44 213  | 43,32 / 100,00  | 5,05  | 2 / 12            | 3       | 34 / 72    | 4       |
|                         | Partido do Centro Democrático Social – Partido Popular | 7 899   | 7,72 / 100,00   | 11,09 | 0 / 12            | 1       | 3 / 72     | 8       |
|                         | CDU – Coligação Democrática Unitária                   | 1 482   | 1,45 / 100,00   | 0,85  | 0 / 12            | Estável | 0 / 72     | Estável |
| Votos inválidos         | Votos inválidos                                        | 3 965   | 3,88 / 100,00   | 0,28  |                   |         |            |         |
| Total                   | Total                                                  | 102 283 | 100,00 / 100,00 |       | 12 / 12           |         | 72 / 72    |         |
| Eleitorado/Participação | Eleitorado/Participação                                | 150 990 | 67,74 / 100,00  | 2,14  |                   |         |            |         |

### Distrito de Castelo Branco
| Partido                 | Partido                                                | Votos   | %               | +/-  | Presidentes de CM | +/-     | Vereadores | +/-     |
| ----------------------- | ------------------------------------------------------ | ------- | --------------- | ---- | ----------------- | ------- | ---------- | ------- |
|                         | Partido Socialista                                     | 55 139  | 41,59 / 100,00  | 3,61 | 4 / 11            | 1       | 27 / 67    | Estável |
|                         | Partido Social Democrata                               | 54 831  | 41,36 / 100,00  | 2,04 | 7 / 11            | 1       | 35 / 67    | 5       |
|                         | CDU – Coligação Democrática Unitária                   | 8 194   | 6,18 / 100,00   | 3,18 | 0 / 11            | Estável | 2 / 67     | 2       |
|                         | Partido do Centro Democrático Social – Partido Popular | 7 892   | 5,95 / 100,00   | 0,24 | 0 / 11            | Estável | 3 / 67     | 2       |
|                         | Partido de Solidariedade Nacional                      | 28      | 0,02 / 100,00   | Novo | 0 / 11            | Novo    | 0 / 67     | Novo    |
| Votos inválidos         | Votos inválidos                                        | 6 499   | 4,90 / 100,00   | 0,01 |                   |         |            |         |
| Total                   | Total                                                  | 132 583 | 100,00 / 100,00 |      | 11 / 11           |         | 67 / 67    | 2       |
| Eleitorado/Participação | Eleitorado/Participação                                | 200 129 | 66,25 / 100,00  | 2,24 |                   |         |            |         |

### Distrito de Coimbra
| Partido                 | Partido                                                | Votos   | %               | +/-  | Presidentes de CM | +/-     | Vereadores | +/-     |
| ----------------------- | ------------------------------------------------------ | ------- | --------------- | ---- | ----------------- | ------- | ---------- | ------- |
|                         | Partido Socialista                                     | 113 815 | 46,79 / 100,00  | 2,71 | 9 / 17            | Estável | 58 / 117   | 1       |
|                         | Partido Social Democrata                               | 85 875  | 35,31 / 100,00  | 1,22 | 8 / 17            | Estável | 54 / 117   | 2       |
|                         | CDU – Coligação Democrática Unitária                   | 14 847  | 6,10 / 100,00   | 1,75 | 0 / 17            | Estável | 1 / 117    | 1       |
|                         | Partido do Centro Democrático Social – Partido Popular | 11 832  | 4,86 / 100,00   | 1,67 | 0 / 17            | Estável | 2 / 117    | 2       |
|                         | Partido de Solidariedade Nacional                      | 5 203   | 2,14 / 100,00   | Novo | 0 / 17            | Novo    | 2 / 117    | Novo    |
|                         | Partido Comunista dos Trabalhadores Portugueses        | 1 251   | 0,51 / 100,00   | 0,17 | 0 / 17            | Estável | 0 / 117    | Estável |
|                         | Movimento O Partido da Terra                           | 652     | 0,27 / 100,00   | Novo | 0 / 17            | Novo    | 0 / 117    | Novo    |
| Votos inválidos         | Votos inválidos                                        | 9 756   | 4,01 / 100,00   | 0,20 |                   |         |            |         |
| Total                   | Total                                                  | 243 231 | 100,00 / 100,00 |      | 17 / 17           |         | 117 / 117  | 2       |
| Eleitorado/Participação | Eleitorado/Participação                                | 377 027 | 64,51 / 100,00  | 2,54 |                   |         |            |         |

### Distrito de Évora
| Partido                 | Partido                                                | Votos   | %               | +/-  | Presidentes de CM | +/-  | Vereadores | +/-  |
| ----------------------- | ------------------------------------------------------ | ------- | --------------- | ---- | ----------------- | ---- | ---------- | ---- |
|                         | CDU – Coligação Democrática Unitária                   | 49 354  | 49,63 / 100,00  | 1,89 | 11 / 14           | 1    | 44 / 76    | 4    |
|                         | Partido Socialista                                     | 23 167  | 23,30 / 100,00  | 2,26 | 2 / 14            | 2    | 18 / 76    | 3    |
|                         | Partido Social Democrata                               | 19 601  | 19,71 / 100,00  | 3,18 | 1 / 14            | 1    | 14 / 76    | 1    |
|                         | Partido do Centro Democrático Social – Partido Popular | 3 493   | 3,51 / 100,00   | -    | 0 / 14            | -    | 0 / 76     | -    |
|                         | Partido de Solidariedade Nacional                      | 203     | 0,20 / 100,00   | Novo | 0 / 14            | Novo | 0 / 76     | Novo |
| Votos inválidos         | Votos inválidos                                        | 3 627   | 3,65 / 100,00   | 0,16 |                   |      |            |      |
| Total                   | Total                                                  | 99 445  | 100,00 / 100,00 |      | 14 / 14           |      | 76 / 76    |      |
| Eleitorado/Participação | Eleitorado/Participação                                | 150 200 | 66,21 / 100,00  | 1,70 |                   |      |            |      |

### Distrito de Faro
| Partido                 | Partido                                                | Votos   | %               | +/-  | Presidentes de CM | +/-     | Vereadores | +/-     |
| ----------------------- | ------------------------------------------------------ | ------- | --------------- | ---- | ----------------- | ------- | ---------- | ------- |
|                         | Partido Socialista                                     | 78 043  | 41,35 / 100,00  | 1,47 | 10 / 16           | 2       | 48 / 100   | 2       |
|                         | Partido Social Democrata                               | 63 997  | 33,91 / 100,00  | 0,69 | 3 / 16            | 1       | 36 / 100   | Estável |
|                         | CDU – Coligação Democrática Unitária                   | 28 067  | 14,87 / 100,00  | 0,21 | 3 / 16            | 1       | 15 / 100   | 2       |
|                         | Partido do Centro Democrático Social – Partido Popular | 8 394   | 4,45 / 100,00   | 0,69 | 0 / 16            | Estável | 1 / 100    | Estável |
|                         | Movimento O Partido da Terra                           | 2 440   | 1,29 / 100,00   | Novo | 0 / 16            | Novo    | 0 / 100    | Novo    |
|                         | União Democrática Popular                              | 363     | 0,19 / 100,00   | 0,07 | 0 / 16            | Estável | 0 / 100    | Estável |
|                         | Partido de Solidariedade Nacional                      | 264     | 0,14 / 100,00   | Novo | 0 / 16            | Novo    | 0 / 100    | Novo    |
| Votos inválidos         | Votos inválidos                                        | 7 166   | 3,80 / 100,00   | 0,04 |                   |         |            |         |
| Total                   | Total                                                  | 188 734 | 100,00 / 100,00 |      | 16 / 16           |         | 100 / 100  |         |
| Eleitorado/Participação | Eleitorado/Participação                                | 301 175 | 62,67 / 100,00  | 3,16 |                   |         |            |         |

### Distrito da Guarda
| Partido                 | Partido                                                | Votos   | %               | +/-  | Presidentes de CM | +/-     | Vereadores | +/-     |
| ----------------------- | ------------------------------------------------------ | ------- | --------------- | ---- | ----------------- | ------- | ---------- | ------- |
|                         | Partido Socialista                                     | 50 795  | 42,53 / 100,00  | 7,65 | 7 / 14            | 3       | 36 / 82    | 6       |
|                         | Partido Social Democrata                               | 47 532  | 39,80 / 100,00  | 0,06 | 7 / 14            | 1       | 39 / 82    | Estável |
|                         | Partido do Centro Democrático Social – Partido Popular | 12 958  | 10,85 / 100,00  | 6,68 | 0 / 14            | 2       | 7 / 82     | 6       |
|                         | CDU – Coligação Democrática Unitária                   | 2 917   | 2,44 / 100,00   | 0,51 | 0 / 14            | Estável | 0 / 82     | Estável |
|                         | Partido de Solidariedade Nacional                      | 34      | 0,03 / 100,00   | Novo | 0 / 14            | Novo    | 0 / 82     | Novo    |
| Votos inválidos         | Votos inválidos                                        | 5 205   | 4,36 / 100,00   | 0,20 |                   |         |            |         |
| Total                   | Total                                                  | 119 441 | 100,00 / 100,00 |      | 14 / 14           |         | 82 / 82    |         |
| Eleitorado/Participação | Eleitorado/Participação                                | 174 840 | 68,31 / 100,00  | 0,11 |                   |         |            |         |

### Distrito de Leiria
| Partido                 | Partido                                                | Votos   | %               | +/-  | Presidentes de CM | +/-     | Vereadores | +/-     |
| ----------------------- | ------------------------------------------------------ | ------- | --------------- | ---- | ----------------- | ------- | ---------- | ------- |
|                         | Partido Social Democrata                               | 88 958  | 39,44 / 100,00  | 1,38 | 9 / 16            | 1       | 48 / 104   | 2       |
|                         | Partido Socialista                                     | 83 268  | 36,91 / 100,00  | 1,59 | 6 / 16            | Estável | 41 / 104   | 4       |
|                         | Partido do Centro Democrático Social – Partido Popular | 23 789  | 10,55 / 100,00  | 1,73 | 1 / 16            | Estável | 11 / 104   | 1       |
|                         | CDU – Coligação Democrática Unitária                   | 16 754  | 7,43 / 100,00   | 0,28 | 0 / 16            | 1       | 4 / 104    | Estável |
|                         | Movimento O Partido da Terra                           | 1 379   | 0,61 / 100,00   | Novo | 0 / 16            | Novo    | 0 / 104    | Novo    |
|                         | Partido de Solidariedade Nacional                      | 959     | 0,43 / 100,00   | Novo | 0 / 16            | Novo    | 0 / 104    | Novo    |
| Votos inválidos         | Votos inválidos                                        | 10 464  | 4,64 / 100,00   | 0,61 |                   |         |            |         |
| Total                   | Total                                                  | 225 571 | 100,00 / 100,00 |      | 16 / 16           |         | 104 / 104  |         |
| Eleitorado/Participação | Eleitorado/Participação                                | 367 207 | 61,43 / 100,00  | 3,02 |                   |         |            |         |

### Distrito de Lisboa
| Partido                 | Partido | Votos     | %               | +/-   | Presidentes de CM | +/-     | Vereadores | +/-     |
| ----------------------- | --- | --------- | --------------- | ----- | ----------------- | ------- | ---------- | ------- |
|                         | Partido Social Democrata | 278 777   | 26,75 / 100,00  | 10,80 | 2 / 15            | 1       | 43 / 135   | 4       |
|                         | Partido Socialista | 248 139   | 23,81 / 100,00  | 5,10  | 8 / 15            | 2       | 50 / 135   | 6       |
|                         | Coligação Partido Socialista–Partido Comunista Português–Partido Ecologista "Os Verdes"–Partido Socialista Revolucionário–União Democrática Popular | 200 822   | 19,27 / 100,00  | 0,28  | 1 / 15            | Estável | 11 / 135   | 2       |
|                         | CDU – Coligação Democrática Unitária | 182 467   | 17,51 / 100,00  | 0,11  | 4 / 15            | Estável | 28 / 135   | 2       |
|                         | Partido do Centro Democrático Social – Partido Popular                                                                                              | 61 101    | 5,86 / 100,00   | 3,80  | 0 / 15            | Estável | 3 / 135    | 2       |
|                         | Movimento O Partido da Terra | 15 241    | 1,46 / 100,00   | Novo  | 0 / 15            | Novo    | 0 / 135    | Novo    |
|                         | Partido Comunista dos Trabalhadores Portugueses | 12 668    | 1,22 / 100,00   | 0,23  | 0 / 15            | Estável | 0 / 135    | Estável |
|                         | Partido de Solidariedade Nacional | 5 233     | 0,50 / 100,00   | Novo  | 0 / 15            | Novo    | 0 / 135    | Novo    |
|                         | Partido Renovador Democrático | 288       | 0,03 / 100,00   | 1,66  | 0 / 15            | Estável | 0 / 135    | Estável |
| Votos inválidos         | Votos inválidos | 37 321    | 3,58 / 100,00   | 0,02  |                   |         |            |         |
| Total                   | Total | 1 042 057 | 100,00 / 100,00 |       | 15 / 15           |         | 135 / 135  |         |
| Eleitorado/Participação | Eleitorado/Participação | 1 837 703 | 56,70 / 100,00  | 2,39  |                   |         |            |         |

### Região Autónoma da Madeira
| Partido                 | Partido                                                | Votos   | %               | +/-   | Presidentes de CM | +/-     | Vereadores | +/-     |
| ----------------------- | ------------------------------------------------------ | ------- | --------------- | ----- | ----------------- | ------- | ---------- | ------- |
|                         | Partido Social Democrata                               | 60 924  | 48,51 / 100,00  | 4,90  | 9 / 11            | Estável | 40 / 67    | 5       |
|                         | Partido Socialista                                     | 38 650  | 30,77 / 100,00  | 21,02 | 2 / 11            | 1       | 22 / 67    | 14      |
|                         | Partido do Centro Democrático Social – Partido Popular | 13 066  | 10,40 / 100,00  | 6,33  | 0 / 11            | Estável | 5 / 67     | 2       |
|                         | União Democrática Popular                              | 4 581   | 3,65 / 100,00   | 4,67  | 0 / 11            | 1       | 0 / 67     | 4       |
|                         | CDU – Coligação Democrática Unitária                   | 2 963   | 2,36 / 100,00   | 0,58  | 0 / 11            | Estável | 0 / 67     | Estável |
|                         | Partido de Solidariedade Nacional                      | 1 483   | 1,18 / 100,00   | Novo  | 0 / 11            | Novo    | 0 / 67     | Novo    |
|                         | Movimento O Partido da Terra                           | 290     | 0,23 / 100,00   | Novo  | 0 / 11            | Novo    | 0 / 67     | Novo    |
| Votos inválidos         | Votos inválidos                                        | 3 644   | 2,90 / 100,00   | 0,56  |                   |         |            |         |
| Total                   | Total                                                  | 125 601 | 100,00 / 100,00 |       | 11 / 11           |         | 67 / 67    | 2       |
| Eleitorado/Participação | Eleitorado/Participação                                | 199 942 | 62,82 / 100,00  | 4,59  |                   |         |            |         |

### Distrito de Portalegre
| Partido                 | Partido                                                | Votos   | %               | +/-  | Presidentes de CM | +/-     | Vereadores | +/-     |
| ----------------------- | ------------------------------------------------------ | ------- | --------------- | ---- | ----------------- | ------- | ---------- | ------- |
|                         | Partido Socialista                                     | 31 069  | 37,91 / 100,00  | 4,47 | 7 / 15            | Estável | 37 / 81    | 7       |
|                         | Partido Social Democrata                               | 25 799  | 31,48 / 100,00  | 2,27 | 5 / 15            | 1       | 26 / 81    | 1       |
|                         | CDU – Coligação Democrática Unitária                   | 17 705  | 21,60 / 100,00  | 4,63 | 3 / 15            | 1       | 18 / 81    | 5       |
|                         | Partido do Centro Democrático Social – Partido Popular | 2 581   | 3,15 / 100,00   | 3,06 | 0 / 15            | Estável | 0 / 81     | Estável |
|                         | Partido Renovador Democrático                          | 1 116   | 1,36 / 100,00   | 1,36 | 0 / 15            | Estável | 0 / 81     | 1       |
|                         | Partido de Solidariedade Nacional                      | 411     | 0,50 / 100,00   | Novo | 0 / 15            | Novo    | 0 / 81     | Novo    |
| Votos inválidos         | Votos inválidos                                        | 3 282   | 4,00 / 100,00   | 0,24 |                   |         |            |         |
| Total                   | Total                                                  | 81 963  | 100,00 / 100,00 |      | 15 / 15           |         | 81 / 81    |         |
| Eleitorado/Participação | Eleitorado/Participação                                | 116 493 | 70,36 / 100,00  | 1,01 |                   |         |            |         |

### Distrito do Porto
| Partido                 | Partido                                                | Votos     | %               | +/-  | Presidentes de CM | +/-     | Vereadores | +/-     |
| ----------------------- | ------------------------------------------------------ | --------- | --------------- | ---- | ----------------- | ------- | ---------- | ------- |
|                         | Partido Socialista                                     | 420 103   | 46,37 / 100,00  | 4,09 | 9 / 17            | 3       | 73 / 149   | 3       |
|                         | Partido Social Democrata                               | 319 241   | 35,24 / 100,00  | 1,59 | 7 / 17            | 4       | 59 / 149   | 5       |
|                         | Partido do Centro Democrático Social – Partido Popular | 75 362    | 8,32 / 100,00   | 2,89 | 1 / 17            | 1       | 11 / 149   | 5       |
|                         | CDU – Coligação Democrática Unitária                   | 61 447    | 6,78 / 100,00   | 1,33 | 0 / 17            | Estável | 6 / 149    | Estável |
|                         | Partido de Solidariedade Nacional                      | 5 022     | 0,55 / 100,00   | Novo | 0 / 17            | Novo    | 0 / 149    | Novo    |
|                         | União Democrática Popular                              | 1 404     | 0,15 / 100,00   | 0,15 | 0 / 17            | Estável | 0 / 149    | Estável |
|                         | Movimento O Partido da Terra                           | 496       | 0,05 / 100,00   | Novo | 0 / 17            | Novo    | 0 / 149    | Novo    |
| Votos inválidos         | Votos inválidos                                        | 22 825    | 2,52 / 100,00   | 0,29 |                   |         |            |         |
| Total                   | Total                                                  | 905 900   | 100,00 / 100,00 |      | 17 / 17           |         | 149 / 149  | 2       |
| Eleitorado/Participação | Eleitorado/Participação                                | 1 364 318 | 66,40 / 100,00  | 3,90 |                   |         |            |         |

### Distrito de Santarém
| Partido                 | Partido                                                | Votos   | %               | +/-  | Presidentes de CM | +/-     | Vereadores | +/-     |
| ----------------------- | ------------------------------------------------------ | ------- | --------------- | ---- | ----------------- | ------- | ---------- | ------- |
|                         | Partido Socialista                                     | 104 621 | 41,41 / 100,00  | 7,03 | 11 / 21           | 1       | 61 / 135   | 9       |
|                         | Partido Social Democrata                               | 75 984  | 30,08 / 100,00  | 1,76 | 4 / 21            | 1       | 41 / 135   | 1       |
|                         | CDU – Coligação Democrática Unitária                   | 44 456  | 17,60 / 100,00  | 1,91 | 6 / 21            | Estável | 30 / 135   | 4       |
|                         | Partido do Centro Democrático Social – Partido Popular | 12 446  | 4,93 / 100,00   | 1,59 | 0 / 21            | Estável | 1 / 135    | 4       |
|                         | Movimento O Partido da Terra                           | 2 430   | 0,96 / 100,00   | Novo | 0 / 21            | Novo    | 2 / 135    | Novo    |
|                         | Partido de Solidariedade Nacional                      | 858     | 0,34 / 100,00   | Novo | 0 / 21            | Novo    | 0 / 135    | Novo    |
|                         | União Democrática Popular                              | 438     | 0,17 / 100,00   | 0,26 | 0 / 21            | Estável | 0 / 135    | Estável |
| Votos inválidos         | Votos inválidos                                        | 11 400  | 4,51 / 100,00   | 0,28 |                   |         |            |         |
| Total                   | Total                                                  | 252 633 | 100,00 / 100,00 |      | 21 / 21           |         | 135 / 135  |         |
| Eleitorado/Participação | Eleitorado/Participação                                | 390 676 | 64,67 / 100,00  | 2,44 |                   |         |            |         |

### Distrito de Setúbal
| Partido                 | Partido                                                | Votos   | %               | +/-  | Presidentes de CM | +/-     | Vereadores | +/-     |
| ----------------------- | ------------------------------------------------------ | ------- | --------------- | ---- | ----------------- | ------- | ---------- | ------- |
|                         | CDU – Coligação Democrática Unitária                   | 156 523 | 44,17 / 100,00  | 4,28 | 12 / 13           | Estável | 52 / 101   | 1       |
|                         | Partido Socialista                                     | 111 256 | 31,40 / 100,00  | 2,23 | 1 / 13            | Estável | 34 / 101   | 5       |
|                         | Partido Social Democrata                               | 59 511  | 16,80 / 100,00  | 0,02 | 0 / 13            | Estável | 15 / 101   | Estável |
|                         | Partido do Centro Democrático Social – Partido Popular | 12 370  | 3,49 / 100,00   | 2,80 | 0 / 13            | Estável | 0 / 101    | Estável |
|                         | Partido Comunista dos Trabalhadores Portugueses        | 1 869   | 0,53 / 100,00   | 0,91 | 0 / 13            | Estável | 0 / 101    | Estável |
|                         | Partido de Solidariedade Nacional                      | 1 331   | 0,38 / 100,00   | Novo | 0 / 13            | Novo    | 0 / 101    | Novo    |
| Votos inválidos         | Votos inválidos                                        | 11 476  | 3,24 / 100,00   | 0,22 |                   |         |            |         |
| Total                   | Total                                                  | 354 336 | 100,00 / 100,00 |      | 13 / 13           |         | 101 / 101  | 2       |
| Eleitorado/Participação | Eleitorado/Participação                                | 618 058 | 57,33 / 100,00  | 3,77 |                   |         |            |         |

### Distrito de Viana do Castelo
| Partido                 | Partido                                                | Votos   | %               | +/-  | Presidentes de CM | +/-     | Vereadores | +/-     |
| ----------------------- | ------------------------------------------------------ | ------- | --------------- | ---- | ----------------- | ------- | ---------- | ------- |
|                         | Partido Social Democrata                               | 62 190  | 41,35 / 100,00  | 1,14 | 4 / 10            | Estável | 32 / 68    | 2       |
|                         | Partido Socialista                                     | 47 315  | 31,46 / 100,00  | 0,74 | 5 / 10            | Estável | 26 / 68    | 3       |
|                         | Partido do Centro Democrático Social – Partido Popular | 26 182  | 17,41 / 100,00  | 1,08 | 1 / 10            | Estável | 9 / 68     | 1       |
|                         | CDU – Coligação Democrática Unitária                   | 8 701   | 5,79 / 100,00   | 0,30 | 0 / 10            | Estável | 1 / 68     | Estável |
|                         | Movimento O Partido da Terra                           | 480     | 0,32 / 100,00   | Novo | 0 / 10            | Novo    | 0 / 68     | Novo    |
|                         | Partido Popular Monárquico                             | 269     | 0,18 / 100,00   | 0,05 | 0 / 10            | Estável | 0 / 68     | Estável |
|                         | Partido Renovador Democrático                          | 51      | 0,03 / 100,00   | 1,19 | 0 / 10            | Estável | 0 / 68     | Estável |
| Votos inválidos         | Votos inválidos                                        | 5 193   | 3,45 / 100,00   | 0,03 |                   |         |            |         |
| Total                   | Total                                                  | 150 381 | 100,00 / 100,00 |      | 10 / 10           |         | 68 / 68    |         |
| Eleitorado/Participação | Eleitorado/Participação                                | 219 685 | 68,45 / 100,00  | 1,28 |                   |         |            |         |

### Distrito de Vila Real
| Partido                 | Partido                                                | Votos   | %               | +/-     | Presidentes de CM | +/-     | Vereadores | +/-     |
| ----------------------- | ------------------------------------------------------ | ------- | --------------- | ------- | ----------------- | ------- | ---------- | ------- |
|                         | Partido Social Democrata                               | 61 577  | 42,79 / 100,00  | 2,81    | 7 / 14            | 2       | 41 / 84    | 1       |
|                         | Partido Socialista                                     | 59 511  | 41,36 / 100,00  | 6,17    | 6 / 14            | 2       | 36 / 84    | 4       |
|                         | Partido do Centro Democrático Social – Partido Popular | 14 013  | 9,74 / 100,00   | 2,11    | 1 / 14            | Estável | 7 / 84     | 2       |
|                         | CDU – Coligação Democrática Unitária                   | 3 150   | 2,19 / 100,00   | 0,71    | 0 / 14            | Estável | 0 / 84     | Estável |
|                         | Partido Comunista dos Trabalhadores Portugueses        | 33      | 0,02 / 100,00   | Estável | 0 / 14            | Estável | 0 / 84     | Estável |
| Votos inválidos         | Votos inválidos                                        | 5 605   | 3,90 / 100,00   | 0,17    |                   |         |            |         |
| Total                   | Total                                                  | 143 889 | 100,00 / 100,00 |         | 14 / 14           |         | 84 / 84    |         |
| Eleitorado/Participação | Eleitorado/Participação                                | 218 742 | 65,78 / 100,00  | 0,13    |                   |         |            |         |

### Distrito de Viseu
| Partido                 | Partido                                                | Votos   | %               | +/-  | Presidentes de CM | +/-     | Vereadores | +/-     |
| ----------------------- | ------------------------------------------------------ | ------- | --------------- | ---- | ----------------- | ------- | ---------- | ------- |
|                         | Partido Social Democrata                               | 103 111 | 44,32 / 100,00  | 3,61 | 15 / 24           | 1       | 75 / 148   | 2       |
|                         | Partido Socialista                                     | 74 348  | 31,96 / 100,00  | 5,20 | 7 / 24            | Estável | 47 / 148   | 10      |
|                         | Partido do Centro Democrático Social – Partido Popular | 38 377  | 16,50 / 100,00  | 8,13 | 2 / 24            | 1       | 24 / 148   | 11      |
|                         | CDU – Coligação Democrática Unitária                   | 6 075   | 2,61 / 100,00   | 0,32 | 0 / 24            | Estável | 2 / 148    | Estável |
|                         | Partido de Solidariedade Nacional                      | 2 048   | 0,88 / 100,00   | Novo | 0 / 24            | Novo    | 0 / 148    | Novo    |
|                         | Movimento O Partido da Terra                           | 0       | 0,00 / 100,00   | Novo | 0 / 24            | Novo    | 0 / 148    | Novo    |
| Votos inválidos         | Votos inválidos                                        | 8 674   | 3,73 / 100,00   | 0,08 |                   |         |            |         |
| Total                   | Total                                                  | 232 633 | 100,00 / 100,00 |      | 24 / 24           |         | 148 / 148  |         |
| Eleitorado/Participação | Eleitorado/Participação                                | 350 061 | 66,45 / 100,00  | 1,35 |                   |         |            |         |

## Presidentes eleitos

### Região Autónoma dos Açores
| Concelho               | Partido | Partido                  | Presidente          | %    | Vereadores |
| ---------------------- | ------- | ------------------------ | ------------------- | ---- | ---------- |
| Angra do Heroísmo      |         | Partido Social Democrata | Joaquim da Ponte    | 52,7 | 4 / 7      |
| Calheta                |         | Partido Social Democrata | José Azevedo        | 80,4 | 4 / 5      |
| Corvo                  |         | Partido Social Democrata | Manuel Rita         | 54,8 | 3 / 5      |
| Horta                  |         | Partido Socialista       | Renato Leal         | 51,5 | 4 / 7      |
| Lagoa                  |         | Partido Socialista       | Luís Mota           | 57,6 | 3 / 5      |
| Lajes das Flores       |         | Partido Social Democrata | Albino Gomes        | 64,7 | 4 / 5      |
| Lajes do Pico          |         | Partido Social Democrata | Cláudio Lopes       | 62,3 | 3 / 5      |
| Madalena               |         | Partido Social Democrata | Henrique Paulus     | 54,1 | 3 / 5      |
| Nordeste               |         | Partido Social Democrata | José Carreiro       | 64,9 | 4 / 5      |
| Ponta Delgada          |         | Partido Social Democrata | Manuel Arruda       | 52,0 | 4 / 7      |
| Povoação               |         | Partido Socialista       | Carlos Ávila        | 47,6 | 3 / 5      |
| Praia da Vitória       |         | Partido Social Democrata | José Gomes          | 55,6 | 4 / 7      |
| Ribeira Grande         |         | Partido Social Democrata | António Costa       | 50,7 | 4 / 7      |
| Santa Cruz da Graciosa |         | Partido Social Democrata | Luís Reis           | 74,1 | 4 / 5      |
| Santa Cruz das Flores  |         | Partido Social Democrata | João de Sousa       | 61,5 | 4 / 5      |
| São Roque do Pico      |         | Partido Social Democrata | Manuel Costa        | 52,9 | 3 / 5      |
| Velas                  |         | Partido Social Democrata | António da Silveira | 72,3 | 5 / 5      |
| Vila do Porto          |         | Partido Socialista       | Alberto Costa       | 56,3 | 3 / 5      |
| Vila Franca do Campo   |         | Partido Social Democrata | José de Melo        | 70,9 | 4 / 5      |

### Distrito de Aveiro
| Concelho             | Partido | Partido                                                | Presidente             | %    | Vereadores |
| -------------------- | ------- | ------------------------------------------------------ | ---------------------- | ---- | ---------- |
| Águeda               |         | Partido Social Democrata                               | Denis Padeiro          | 38,8 | 3 / 7      |
| Albergaria-a-Velha   |         | Partido do Centro Democrático Social – Partido Popular | Rui Marques            | 44,2 | 3 / 7      |
| Anadia               |         | Partido Social Democrata                               | Sílvio Cerveira        | 50,9 | 4 / 7      |
| Arouca               |         | Partido Socialista                                     | José de Pinho Oliveira | 45,1 | 4 / 7      |
| Aveiro               |         | Partido do Centro Democrático Social – Partido Popular | José Pereira           | 44,4 | 5 / 9      |
| Castelo de Paiva     |         | Partido Socialista                                     | Antero Vieira          | 50,9 | 4 / 7      |
| Espinho              |         | Partido Socialista                                     | José Mota              | 35,7 | 3 / 7      |
| Estarreja            |         | Partido Socialista                                     | Vladimiro da Silva     | 40,2 | 3 / 7      |
| Ílhavo               |         | Partido Socialista                                     | Humberto Rocha         | 41,0 | 3 / 7      |
| Mealhada             |         | Partido Socialista                                     | Rui Marqueiro          | 55,7 | 4 / 7      |
| Murtosa              |         | Partido Socialista                                     | Augusto Leite          | 44,2 | 3 / 5      |
| Oliveira de Azeméis  |         | Partido Social Democrata                               | Ângelo Azevedo         | 42,6 | 4 / 9      |
| Oliveira do Bairro   |         | Partido do Centro Democrático Social – Partido Popular | Acílio Gala            | 45,4 | 4 / 7      |
| Ovar                 |         | Partido Socialista                                     | Armando Alves          | 44,1 | 4 / 7      |
| Santa Maria da Feira |         | Partido Social Democrata                               | Alfredo Henriques      | 45,6 | 5 / 9      |
| São João da Madeira  |         | Partido do Centro Democrático Social – Partido Popular | Manuel Cambra          | 38,7 | 3 / 7      |
| Sever do Vouga       |         | Partido do Centro Democrático Social – Partido Popular | Manuel Soares          | 59,3 | 5 / 7      |
| Vagos                |         | Partido do Centro Democrático Social – Partido Popular | Carlos Bento           | 44,4 | 4 / 7      |
| Vale de Cambra       |         | Partido Social Democrata                               | António Fonseca        | 43,6 | 3 / 7      |

### Distrito de Beja
| Concelho             | Partido | Partido                              | Presidente         | %    | Vereadores |
| -------------------- | ------- | ------------------------------------ | ------------------ | ---- | ---------- |
| Aljustrel            |         | CDU – Coligação Democrática Unitária | António Godinho    | 58,1 | 5 / 7      |
| Almodôvar            |         | Partido Socialista                   | António Saleiro    | 41,1 | 3 / 5      |
| Alvito               |         | CDU – Coligação Democrática Unitária | José Guerreiro     | 32,5 | 2 / 5      |
| Barrancos            |         | CDU – Coligação Democrática Unitária | António Tereno     | 51,3 | 3 / 5      |
| Beja                 |         | CDU – Coligação Democrática Unitária | José Marques       | 46,0 | 3 / 7      |
| Castro Verde         |         | CDU – Coligação Democrática Unitária | Fernando Caeiros   | 52,8 | 3 / 5      |
| Cuba                 |         | CDU – Coligação Democrática Unitária | António São Brás   | 53,0 | 3 / 5      |
| Ferreira do Alentejo |         | Partido Socialista                   | Luís Ameixa        | 53,8 | 3 / 5      |
| Mértola              |         | CDU – Coligação Democrática Unitária | Manuel Neto        | 46,5 | 3 / 5      |
| Moura                |         | Partido Socialista                   | Manuel Mestre      | 44,8 | 4 / 7      |
| Odemira              |         | CDU – Coligação Democrática Unitária | Cláudio Percheiros | 39,4 | 3 / 7      |
| Ourique              |         | Partido Social Democrata             | José dos Santos    | 45,6 | 3 / 5      |
| Serpa                |         | CDU – Coligação Democrática Unitária | João Rocha         | 52,6 | 4 / 7      |
| Vidigueira           |         | CDU – Coligação Democrática Unitária | Carlos Goes        | 48,1 | 3 / 5      |

### Distrito de Braga
| Concelho               | Partido | Partido                                                | Presidente                | %    | Vereadores |
| ---------------------- | ------- | ------------------------------------------------------ | ------------------------- | ---- | ---------- |
| Amares                 |         | Partido Social Democrata                               | Tomé de Macedo            | 42,2 | 3 / 7      |
| Barcelos               |         | Partido Social Democrata                               | Fernando Reis             | 51,3 | 5 / 9      |
| Braga                  |         | Partido Socialista                                     | Mesquita Machado          | 50,2 | 7 / 11     |
| Cabeceiras de Basto    |         | Partido Socialista                                     | Joaquim Barreto           | 51,8 | 4 / 7      |
| Celorico de Basto      |         | Partido Social Democrata                               | Albertino da Mota e Silva | 52,0 | 4 / 7      |
| Esposende              |         | Partido Social Democrata                               | Alberto Figueiredo        | 61,0 | 5 / 7      |
| Fafe                   |         | Partido Socialista                                     | Parcídio Soares           | 58,2 | 5 / 7      |
| Guimarães              |         | Partido Socialista                                     | António Magalhães         | 52,6 | 7 / 11     |
| Póvoa de Lanhoso       |         | Partido Socialista                                     | João de Faria             | 50,7 | 4 / 7      |
| Terras de Bouro        |         | Partido Social Democrata                               | José de Araújo            | 58,7 | 4 / 5      |
| Vieira do Minho        |         | Partido Socialista                                     | Manuel de Matos           | 51,0 | 4 / 7      |
| Vila Nova de Famalicão |         | Partido Socialista                                     | Agostinho Fernandes       | 58,4 | 6 / 9      |
| Vila Verde             |         | Partido do Centro Democrático Social – Partido Popular | António Cerqueira         | 43,8 | 3 / 7      |

### Distrito de Bragança
| Concelho                 | Partido | Partido                  | Presidente         | %    | Vereadores |
| ------------------------ | ------- | ------------------------ | ------------------ | ---- | ---------- |
| Alfândega da Fé          |         | Partido Socialista       | Manuel Silva       | 54,2 | 3 / 5      |
| Bragança                 |         | Partido Socialista       | Luís da Paula Mina | 54,4 | 4 / 7      |
| Carrazeda de Ansiães     |         | Partido Social Democrata | António Sampaio    | 45,3 | 3 / 5      |
| Freixo de Espada à Cinta |         | Partido Socialista       | António Madeira    | 55,1 | 3 / 5      |
| Macedo de Cavaleiros     |         | Partido Socialista       | Manuel Vaz         | 41,5 | 3 / 7      |
| Miranda do Douro         |         | Partido Socialista       | Júlio Santanas     | 56,0 | 3 / 5      |
| Mirandela                |         | Partido Social Democrata | José Gama          | 67,3 | 6 / 7      |
| Mogadouro                |         | Partido Socialista       | Francisco Pires    | 49,0 | 4 / 7      |
| Torre de Moncorvo        |         | Partido Socialista       | Fernando Ferreira  | 45,1 | 3 / 7      |
| Vila Flor                |         | Partido Socialista       | Artur Pimentel     | 57,7 | 3 / 5      |
| Vimioso                  |         | Partido Socialista       | José Miranda       | 51,1 | 3 / 5      |
| Vinhais                  |         | Partido Socialista       | José Taveira       | 48,4 | 4 / 7      |

### Distrito de Castelo Branco
| Concelho            | Partido | Partido                  | Presidente         | %    | Vereadores |
| ------------------- | ------- | ------------------------ | ------------------ | ---- | ---------- |
| Belmonte            |         | Partido Social Democrata | António Rocha      | 50,8 | 3 / 5      |
| Castelo Branco      |         | Partido Social Democrata | César Vila Franca  | 46,1 | 4 / 7      |
| Covilhã             |         | Partido Socialista       | Jorge Pombo        | 42,7 | 4 / 9      |
| Fundão              |         | Partido Socialista       | José Lopes         | 52,2 | 4 / 7      |
| Idanha-a-Nova       |         | Partido Socialista       | Joaquim Dias       | 66,2 | 5 / 7      |
| Oleiros             |         | Partido Social Democrata | José Marques       | 73,7 | 4 / 5      |
| Penamacor           |         | Partido Socialista       | José Gonçalves     | 40,7 | 2 / 5      |
| Proença-a-Nova      |         | Partido Social Democrata | Diamantino André   | 40,6 | 2 / 5      |
| Sertã               |         | Partido Social Democrata | Ângelo Farinha     | 49,6 | 4 / 7      |
| Vila de Rei         |         | Partido Social Democrata | Maria Irene Barata | 66,0 | 4 / 5      |
| Vila Velha de Ródão |         | Partido Social Democrata | Victor Carmona     | 45,3 | 3 / 5      |

### Distrito de Coimbra
| Concelho             | Partido | Partido                  | Presidente              | %    | Vereadores |
| -------------------- | ------- | ------------------------ | ----------------------- | ---- | ---------- |
| Arganil              |         | Partido Social Democrata | Armando Cosme           | 48,1 | 4 / 7      |
| Cantanhede           |         | Partido Socialista       | Rui Crisóstomo          | 48,6 | 4 / 7      |
| Coimbra              |         | Partido Socialista       | Manuel Machado          | 53,9 | 7 / 11     |
| Condeixa-a-Nova      |         | Partido Socialista       | Jorge Bento             | 47,0 | 4 / 7      |
| Figueira da Foz      |         | Partido Socialista       | Manuel de Carvalho      | 45,5 | 4 / 7      |
| Góis                 |         | Partido Socialista       | José Cabeças            | 51,1 | 3 / 5      |
| Lousã                |         | Partido Socialista       | Horácio Antunes         | 59,5 | 5 / 7      |
| Mira                 |         | Partido Socialista       | João Reigota            | 47,3 | 4 / 7      |
| Miranda do Corvo     |         | Partido Socialista       | Jorge Cosme             | 56,0 | 4 / 7      |
| Montemor-o-Velho     |         | Partido Socialista       | José de Sousa           | 45,0 | 4 / 7      |
| Oliveira do Hospital |         | Partido Social Democrata | Carlos Portugal e Brito | 42,5 | 3 / 7      |
| Pampilhosa da Serra  |         | Partido Social Democrata | José de Almeida         | 48,2 | 3 / 5      |
| Penacova             |         | Partido Social Democrata | Manuel Flórido          | 42,9 | 3 / 7      |
| Penela               |         | Partido Social Democrata | Fernando Antunes        | 68,3 | 4 / 5      |
| Soure                |         | Partido Social Democrata | João Gouveia            | 33,6 | 3 / 7      |
| Tábua                |         | Partido Social Democrata | Francisco Portela       | 60,0 | 5 / 7      |
| Vila Nova de Poiares |         | Partido Social Democrata | Jaime Marta Soares      | 54,8 | 3 / 5      |

### Distrito de Évora
| Concelho              | Partido | Partido                              | Presidente         | %    | Vereadores |
| --------------------- | ------- | ------------------------------------ | ------------------ | ---- | ---------- |
| Alandroal             |         | CDU – Coligação Democrática Unitária | João Ribeiro       | 55,7 | 3 / 5      |
| Arraiolos             |         | CDU – Coligação Democrática Unitária | Jerónimo Miguel    | 63,2 | 4 / 5      |
| Borba                 |         | CDU – Coligação Democrática Unitária | João Proença       | 49,1 | 3 / 5      |
| Estremoz              |         | CDU – Coligação Democrática Unitária | José Sena          | 34,9 | 3 / 7      |
| Évora                 |         | CDU – Coligação Democrática Unitária | Abílio Fernandes   | 58,2 | 5 / 7      |
| Montemor-o-Novo       |         | CDU – Coligação Democrática Unitária | Carlos Pinto de Sá | 53,8 | 5 / 7      |
| Mora                  |         | CDU – Coligação Democrática Unitária | João Saraiva       | 51,5 | 3 / 5      |
| Mourão                |         | Partido Socialista                   | José Lopes         | 33,3 | 2 / 5      |
| Portel                |         | CDU – Coligação Democrática Unitária | António Monteiro   | 48,9 | 3 / 5      |
| Redondo               |         | CDU – Coligação Democrática Unitária | Alfredo Barroso    | 61,1 | 4 / 5      |
| Reguengos de Monsaraz |         | Partido Socialista                   | Victor Martelo     | 52,7 | 3 / 5      |
| Vendas Novas          |         | CDU – Coligação Democrática Unitária | João Ribeiro       | 52,4 | 3 / 5      |
| Viana do Alentejo     |         | CDU – Coligação Democrática Unitária | Estêvão Pereira    | 44,7 | 3 / 5      |
| Vila Viçosa           |         | Partido Social Democrata             | José Bacalhau      | 34,2 | 2 / 5      |

### Distrito de Faro
| Concelho                   | Partido | Partido                              | Presidente        | %    | Vereadores |
| -------------------------- | ------- | ------------------------------------ | ----------------- | ---- | ---------- |
| Albufeira                  |         | Partido Socialista                   | Xavier Xufre      | 46,5 | 4 / 7      |
| Alcoutim                   |         | Partido Social Democrata             | Francisco Amaral  | 46,2 | 3 / 5      |
| Aljezur                    |         | CDU – Coligação Democrática Unitária | Manuel Marreiros  | 46,5 | 3 / 5      |
| Castro Marim               |         | Partido Socialista                   | José Anacleto     | 53,3 | 3 / 5      |
| Faro                       |         | Partido Socialista                   | João Botelheiro   | 32,9 | 3 / 7      |
| Lagoa                      |         | Partido Social Democrata             | Jacinto Correia   | 50,0 | 4 / 7      |
| Lagos                      |         | Partido Social Democrata             | José Rosado       | 42,4 | 3 / 7      |
| Loulé                      |         | Partido Socialista                   | Joaquim Vairinhos | 48,9 | 4 / 7      |
| Monchique                  |         | Partido Socialista                   | Carlos Tuta       | 51,8 | 3 / 5      |
| Olhão                      |         | Partido Socialista                   | Francisco Leal    | 45,7 | 4 / 7      |
| Portimão                   |         | Partido Socialista                   | Nuno Mergulhão    | 43,9 | 3 / 7      |
| São Brás de Alportel       |         | Partido Socialista                   | José Pires        | 57,6 | 4 / 5      |
| Silves                     |         | CDU – Coligação Democrática Unitária | José Viola        | 33,9 | 3 / 7      |
| Tavira                     |         | Partido Socialista                   | Jacinto Rodrigues | 60,8 | 5 / 7      |
| Vila do Bispo              |         | Partido Socialista                   | José Boaventura   | 33,0 | 2 / 5      |
| Vila Real de Santo António |         | CDU – Coligação Democrática Unitária | António Martins   | 36,6 | 3 / 7      |

### Distrito da Guarda
| Concelho                    | Partido | Partido                  | Presidente            | %    | Vereadores |
| --------------------------- | ------- | ------------------------ | --------------------- | ---- | ---------- |
| Aguiar da Beira             |         | Partido Social Democrata | Joaquim de Lacerda    | 50,0 | 3 / 5      |
| Almeida                     |         | Partido Social Democrata | José Reis             | 42,5 | 3 / 5      |
| Celorico da Beira           |         | Partido Socialista       | Júlio dos Santos      | 49,1 | 3 / 5      |
| Figueira de Castelo Rodrigo |         | Partido Socialista       | Fernando Bordalo      | 57,4 | 3 / 5      |
| Fornos de Algodres          |         | Partido Social Democrata | José da Costa Felício | 44,6 | 2 / 5      |
| Gouveia                     |         | Partido Socialista       | António Pacheco       | 45,6 | 4 / 7      |
| Guarda                      |         | Partido Socialista       | Abílio Curto          | 52,3 | 4 / 7      |
| Manteigas                   |         | Partido Social Democrata | José Biscaia          | 42,2 | 3 / 5      |
| Mêda                        |         | Partido Social Democrata | João Pinto            | 42,7 | 3 / 5      |
| Pinhel                      |         | Partido Socialista       | António Carvalheiro   | 38,1 | 3 / 7      |
| Sabugal                     |         | Partido Socialista       | José Freire           | 43,2 | 4 / 7      |
| Seia                        |         | Partido Socialista       | Eduardo de Brito      | 48,9 | 4 / 7      |
| Trancoso                    |         | Partido Social Democrata | Júlio Sarmento        | 51,7 | 4 / 7      |
| Vila Nova de Foz Coa        |         | Partido Social Democrata | António Gouveia       | 50,9 | 3 / 5      |

### Distrito de Leiria
| Concelho            | Partido | Partido                                                | Presidente            | %    | Vereadores |
| ------------------- | ------- | ------------------------------------------------------ | --------------------- | ---- | ---------- |
| Alcobaça            |         | Partido Socialista                                     | Miguel Guerra         | 51,1 | 5 / 7      |
| Alvaiázere          |         | Partido Social Democrata                               | Álvaro Simões         | 78,7 | 5 / 5      |
| Ansião              |         | Partido Social Democrata                               | Fernando Marques      | 52,4 | 4 / 7      |
| Batalha             |         | Partido do Centro Democrático Social – Partido Popular | Raul de Castro        | 47,5 | 4 / 7      |
| Bombarral           |         | Partido Social Democrata                               | António Álvaro        | 29,9 | 3 / 7      |
| Caldas da Rainha    |         | Partido Social Democrata                               | Fernando da Costa     | 55,3 | 5 / 7      |
| Castanheira de Pera |         | Partido Socialista                                     | Pedro Henriques       | 57,0 | 3 / 5      |
| Figueiró dos Vinhos |         | Partido Socialista                                     | Fernando Manata       | 65,6 | 4 / 5      |
| Leiria              |         | Partido Social Democrata                               | Afonso Proença        | 39,1 | 4 / 9      |
| Marinha Grande      |         | Partido Socialista                                     | Álvaro Órfão          | 40,9 | 3 / 7      |
| Nazaré              |         | Partido Social Democrata                               | Jorge Barroso         | 44,5 | 4 / 7      |
| Óbidos              |         | Partido Socialista                                     | José Júnior           | 49,5 | 3 / 5      |
| Pedrógão Grande     |         | Partido Socialista                                     | Mário Fernandes       | 61,1 | 3 / 5      |
| Peniche             |         | Partido Social Democrata                               | João Augusto Barradas | 38,7 | 3 / 7      |
| Pombal              |         | Partido Social Democrata                               | Narciso Mota          | 48,6 | 4 / 7      |
| Porto de Mós        |         | Partido Social Democrata                               | José Ferreira         | 36,5 | 3 / 7      |

### Distrito de Lisboa
| Concelho               | Partido | Partido | Presidente           | %    | Vereadores |
| ---------------------- | ------- | --- | -------------------- | ---- | ---------- |
| Alenquer               |         | Partido Socialista | Álvaro Pedro         | 54,5 | 5 / 7      |
| Amadora                |         | CDU – Coligação Democrática Unitária | Orlando de Almeida   | 37,0 | 4 / 11     |
| Arruda dos Vinhos      |         | Partido Socialista | Mário Carvalho       | 40,1 | 2 / 5      |
| Azambuja               |         | Partido Socialista | João Benavente       | 41,3 | 4 / 7      |
| Cadaval                |         | Partido Socialista | Valentim Matias      | 52,5 | 4 / 7      |
| Cascais                |         | Partido Socialista | José Judas           | 43,2 | 6 / 11     |
| Lisboa                 |         | Coligação Partido Socialista–Partido Comunista Português–Partido Ecologista "Os Verdes"–União Democrática Popular–Partido Socialista Revolucionário | Jorge Sampaio        | 56,7 | 11 / 17    |
| Loures                 |         | CDU – Coligação Democrática Unitária | Demétrio Alves       | 34,8 | 4 / 11     |
| Lourinhã               |         | Partido Socialista | José Manuel Custódio | 41,4 | 3 / 7      |
| Mafra                  |         | Partido Social Democrata | José dos Santos      | 42,9 | 4 / 7      |
| Oeiras                 |         | Partido Social Democrata | Isaltino Morais      | 39,0 | 5 / 11     |
| Sintra                 |         | Partido Socialista | Edite Estrela        | 34,6 | 4 / 11     |
| Sobral de Monte Agraço |         | CDU – Coligação Democrática Unitária | António Bogalho      | 65,8 | 4 / 5      |
| Torres Vedras          |         | Partido Socialista | José de Carvalho     | 43,8 | 4 / 9      |
| Vila Franca de Xira    |         | CDU – Coligação Democrática Unitária | Daniel Branco        | 39,9 | 4 / 9      |

### Região Autónoma da Madeira
| Concelho        | Partido | Partido                  | Presidente            | %    | Vereadores |
| --------------- | ------- | ------------------------ | --------------------- | ---- | ---------- |
| Calheta         |         | Partido Social Democrata | Manuel de Castro      | 51,6 | 3 / 5      |
| Câmara de Lobos |         | Partido Social Democrata | Gabriel Ornelas       | 52,3 | 5 / 7      |
| Funchal         |         | Partido Social Democrata | Virgílio Pereira      | 43,6 | 5 / 9      |
| Machico         |         | Partido Socialista       | José Martins Júnior   | 47,4 | 4 / 7      |
| Ponta do Sol    |         | Partido Social Democrata | António da Silva Lobo | 63,8 | 4 / 5      |
| Porto Moniz     |         | Partido Social Democrata | António de Sousa      | 53,2 | 3 / 5      |
| Porto Santo     |         | Partido Socialista       | José Mendonça         | 64,6 | 4 / 5      |
| Ribeira Brava   |         | Partido Social Democrata | José Fernandes        | 63,7 | 5 / 7      |
| Santa Cruz      |         | Partido Social Democrata | Luís Rodrigues        | 52,2 | 4 / 7      |
| Santana         |         | Partido Social Democrata | Carlos Pereira        | 62,5 | 4 / 5      |
| São Vicente     |         | Partido Social Democrata | Gabriel Esmeraldo     | 54,9 | 3 / 5      |

### Distrito de Portalegre
| Concelho        | Partido | Partido                              | Presidente         | %    | Vereadores |
| --------------- | ------- | ------------------------------------ | ------------------ | ---- | ---------- |
| Alter do Chão   |         | Partido Social Democrata             | António Cruz       | 33,7 | 2 / 5      |
| Arronches       |         | Partido Socialista                   | Gil Romão          | 44,6 | 3 / 5      |
| Avis            |         | CDU – Coligação Democrática Unitária | António Bartolomeu | 59,3 | 4 / 5      |
| Campo Maior     |         | Partido Socialista                   | João Guerra        | 44,4 | 3 / 5      |
| Castelo de Vide |         | Partido Socialista                   | Joaquim Canário    | 43,3 | 3 / 5      |
| Crato           |         | CDU – Coligação Democrática Unitária | Manuel Ferreira    | 44,8 | 3 / 5      |
| Elvas           |         | Partido Socialista                   | Rondão Almeida     | 41,1 | 4 / 7      |
| Fronteira       |         | Partido Social Democrata             | Pedro Lancha       | 38,0 | 2 / 5      |
| Gavião          |         | Partido Socialista                   | João Barreto       | 67,8 | 4 / 5      |
| Marvão          |         | Partido Social Democrata             | António Andrade    | 55,0 | 4 / 5      |
| Monforte        |         | Partido Socialista                   | António Canoa      | 41,6 | 2 / 5      |
| Nisa            |         | CDU – Coligação Democrática Unitária | José Basso         | 41,3 | 2 / 5      |
| Ponte de Sor    |         | Partido Socialista                   | Joaquim Carita     | 37,9 | 3 / 7      |
| Portalegre      |         | Partido Social Democrata             | João Miguens       | 49,6 | 4 / 7      |
| Sousel          |         | Partido Social Democrata             | Artur Pereira      | 43,8 | 3 / 5      |

### Distrito do Porto
| Concelho           | Partido | Partido                                                | Presidente              | %    | Vereadores |
| ------------------ | ------- | ------------------------------------------------------ | ----------------------- | ---- | ---------- |
| Amarante           |         | Partido Socialista                                     | Francisco Assis         | 58,8 | 5 / 7      |
| Baião              |         | Partido Social Democrata                               | Emília da Silva         | 46,7 | 4 / 7      |
| Felgueiras         |         | Partido Socialista                                     | Júlio Faria             | 48,0 | 4 / 7      |
| Gondomar           |         | Partido Social Democrata                               | Valentim Loureiro       | 43,0 | 5 / 11     |
| Lousada            |         | Partido Socialista                                     | Jorge Magalhães         | 59,3 | 5 / 7      |
| Maia               |         | Partido Social Democrata                               | José Vieira de Carvalho | 59,3 | 6 / 9      |
| Marco de Canaveses |         | Partido do Centro Democrático Social – Partido Popular | Avelino Ferreira Torres | 63,4 | 5 / 7      |
| Matosinhos         |         | Partido Socialista                                     | Narciso Miranda         | 65,5 | 9 / 11     |
| Paços de Ferreira  |         | Partido Social Democrata                               | António Pereira         | 57,3 | 5 / 7      |
| Paredes            |         | Partido Social Democrata                               | José da Fonseca         | 38,8 | 4 / 9      |
| Penafiel           |         | Partido Socialista                                     | Agostinho Gonçalves     | 51,4 | 5 / 9      |
| Porto              |         | Partido Socialista                                     | Fernando Gomes          | 59,6 | 9 / 13     |
| Póvoa de Varzim    |         | Partido Social Democrata                               | José Vieira             | 37,1 | 3 / 7      |
| Santo Tirso        |         | Partido Socialista                                     | Joaquim Couto           | 51,7 | 5 / 9      |
| Valongo            |         | Partido Social Democrata                               | Fernando de Melo        | 45,0 | 4 / 9      |
| Vila do Conde      |         | Partido Socialista                                     | Mário de Almeida        | 62,8 | 6 / 9      |
| Vila Nova de Gaia  |         | Partido Socialista                                     | José Carvalheiras       | 44,1 | 6 / 11     |

### Distrito de Santarém
| Concelho               | Partido | Partido                              | Presidente          | %    | Vereadores |
| ---------------------- | ------- | ------------------------------------ | ------------------- | ---- | ---------- |
| Abrantes               |         | Partido Socialista                   | Nélson de Carvalho  | 47,7 | 4 / 7      |
| Alcanena               |         | Partido Socialista                   | Carlos Cunha        | 46,7 | 4 / 7      |
| Almeirim               |         | Partido Socialista                   | José Gomes          | 61,8 | 5 / 7      |
| Alpiarça               |         | CDU – Coligação Democrática Unitária | Raul Figueiredo     | 52,4 | 3 / 5      |
| Benavente              |         | CDU – Coligação Democrática Unitária | António Ganhão      | 63,6 | 5 / 7      |
| Cartaxo                |         | Partido Socialista                   | José Rodrigues      | 51,3 | 4 / 7      |
| Chamusca               |         | CDU – Coligação Democrática Unitária | Sérgio Carrinho     | 52,8 | 4 / 7      |
| Constância             |         | CDU – Coligação Democrática Unitária | António Mendes      | 69,0 | 4 / 5      |
| Coruche                |         | CDU – Coligação Democrática Unitária | Manuel Brandão      | 52,5 | 4 / 7      |
| Entroncamento          |         | Partido Socialista                   | José da Cunha       | 53,5 | 5 / 7      |
| Ferreira do Zêzere     |         | Partido Social Democrata             | Luís Pereira        | 42,3 | 3 / 5      |
| Golegã                 |         | CDU – Coligação Democrática Unitária | Manuel Madeira      | 51,3 | 3 / 5      |
| Mação                  |         | Partido Social Democrata             | Elvino Pereira      | 51,2 | 3 / 5      |
| Ourém                  |         | Partido Social Democrata             | Mário Albuquerque   | 60,6 | 5 / 7      |
| Rio Maior              |         | Partido Socialista                   | Silvino Sequeira    | 65,8 | 5 / 7      |
| Salvaterra de Magos    |         | Partido Socialista                   | António Moreira     | 48,7 | 4 / 7      |
| Santarém               |         | Partido Socialista                   | José Noras          | 51,8 | 6 / 9      |
| Sardoal                |         | Partido Social Democrata             | Fernando Moleirinho | 49,7 | 3 / 5      |
| Tomar                  |         | Partido Socialista                   | Pedro Marques       | 50,9 | 4 / 7      |
| Torres Novas           |         | Partido Socialista                   | António Rodrigues   | 39,5 | 3 / 7      |
| Vila Nova da Barquinha |         | Partido Socialista                   | José Paulo          | 48,0 | 3 / 5      |

### Distrito de Setúbal
| Concelho          | Partido | Partido                              | Presidente            | %    | Vereadores |
| ----------------- | ------- | ------------------------------------ | --------------------- | ---- | ---------- |
| Alcácer do Sal    |         | CDU – Coligação Democrática Unitária | Manuel Brito          | 45,7 | 3 / 7      |
| Alcochete         |         | CDU – Coligação Democrática Unitária | Miguel Boieiro        | 48,9 | 3 / 5      |
| Almada            |         | CDU – Coligação Democrática Unitária | Maria Emília de Sousa | 45,3 | 6 / 11     |
| Barreiro          |         | CDU – Coligação Democrática Unitária | Pedro Canário         | 43,8 | 4 / 9      |
| Grândola          |         | CDU – Coligação Democrática Unitária | Fernando Travassos    | 48,2 | 4 / 7      |
| Moita             |         | CDU – Coligação Democrática Unitária | José Pereira          | 52,8 | 6 / 9      |
| Montijo           |         | CDU – Coligação Democrática Unitária | Jacinta Ricardo       | 37,6 | 3 / 7      |
| Palmela           |         | CDU – Coligação Democrática Unitária | Carlos de Sousa       | 41,8 | 4 / 7      |
| Santiago do Cacém |         | CDU – Coligação Democrática Unitária | Ramiro Beja           | 50,6 | 4 / 7      |
| Seixal            |         | CDU – Coligação Democrática Unitária | Eufrázio José         | 57,4 | 6 / 9      |
| Sesimbra          |         | CDU – Coligação Democrática Unitária | Ezequiel Lino         | 40,0 | 3 / 7      |
| Setúbal           |         | Partido Socialista                   | Manuel Cáceres        | 51,8 | 6 / 9      |
| Sines             |         | CDU – Coligação Democrática Unitária | Francisco Pacheco     | 51,2 | 4 / 7      |

### Distrito de Viana do Castelo
| Concelho              | Partido | Partido                                                | Presidente          | %    | Vereadores |
| --------------------- | ------- | ------------------------------------------------------ | ------------------- | ---- | ---------- |
| Arcos de Valdevez     |         | Partido Social Democrata                               | Francisco de Araújo | 64,1 | 6 / 7      |
| Caminha               |         | Partido Socialista                                     | Valdemar Patrício   | 46,3 | 4 / 7      |
| Melgaço               |         | Partido Socialista                                     | António Solheiro    | 65,7 | 5 / 7      |
| Monção                |         | Partido Social Democrata                               | Armindo da Ponte    | 43,5 | 3 / 7      |
| Paredes de Coura      |         | Partido Socialista                                     | António Júnior      | 53,9 | 3 / 5      |
| Ponte da Barca        |         | Partido Social Democrata                               | António de Oliveira | 54,3 | 4 / 7      |
| Ponte de Lima         |         | Partido do Centro Democrático Social – Partido Popular | Daniel Campelo      | 45,7 | 4 / 7      |
| Valença               |         | Partido Social Democrata                               | Alberto de Castro   | 45,0 | 4 / 7      |
| Viana do Castelo      |         | Partido Socialista                                     | Defensor Moura      | 35,5 | 4 / 9      |
| Vila Nova de Cerveira |         | Partido Socialista                                     | José Carpinteira    | 60,2 | 3 / 5      |

### Distrito de Vila Real
| Concelho                 | Partido | Partido                                                | Presidente            | %    | Vereadores |
| ------------------------ | ------- | ------------------------------------------------------ | --------------------- | ---- | ---------- |
| Alijó                    |         | Partido Socialista                                     | Joaquim Cerca         | 38,5 | 3 / 7      |
| Boticas                  |         | Partido Social Democrata                               | Fernando Campos       | 57,9 | 3 / 5      |
| Chaves                   |         | Partido Socialista                                     | Alexandre Chaves      | 54,4 | 4 / 7      |
| Mesão Frio               |         | Partido Social Democrata                               | Marco da Silva        | 62,1 | 3 / 5      |
| Mondim de Basto          |         | Partido do Centro Democrático Social – Partido Popular | Fernando de Moura     | 46,1 | 3 / 5      |
| Montalegre               |         | Partido Socialista                                     | Joaquim Pires         | 50,9 | 4 / 7      |
| Murça                    |         | Partido Social Democrata                               | José Gomes            | 44,5 | 2 / 5      |
| Peso da Régua            |         | Partido Social Democrata                               | Álvaro Mota           | 51,0 | 4 / 7      |
| Ribeira de Pena          |         | Partido Social Democrata                               | João Pereira          | 48,1 | 3 / 5      |
| Sabrosa                  |         | Partido Socialista                                     | Milcíades de Carvalho | 53,6 | 3 / 5      |
| Santa Marta de Penaguião |         | Partido Socialista                                     | Artur Vaz             | 57,0 | 3 / 5      |
| Valpaços                 |         | Partido Social Democrata                               | Francisco Tavares     | 56,4 | 5 / 7      |
| Vila Pouca de Aguiar     |         | Partido Socialista                                     | Carlos Ambrósio       | 51,0 | 4 / 7      |
| Vila Real                |         | Partido Social Democrata                               | Manuel Martins        | 41,6 | 3 / 7      |

### Distrito de Viseu
| Concelho              | Partido | Partido                                                | Presidente             | %    | Vereadores |
| --------------------- | ------- | ------------------------------------------------------ | ---------------------- | ---- | ---------- |
| Armamar               |         | Partido Social Democrata                               | Hernâni Almeida        | 59,3 | 4 / 5      |
| Carregal do Sal       |         | Partido Social Democrata                               | Atílio Nunes           | 47,4 | 3 / 5      |
| Castro Daire          |         | Partido Social Democrata                               | João Pereira           | 38,8 | 3 / 7      |
| Cinfães               |         | Partido Social Democrata                               | Manuel Ferreira        | 43,7 | 4 / 7      |
| Lamego                |         | Partido Socialista                                     | Rui Valadares          | 37,6 | 3 / 7      |
| Mangualde             |         | Partido Socialista                                     | Mário Lopes            | 51,4 | 4 / 7      |
| Moimenta da Beira     |         | Partido Social Democrata                               | José Correia           | 37,9 | 3 / 7      |
| Mortágua              |         | Partido Socialista                                     | Afonso Abrantes        | 57,6 | 3 / 5      |
| Nelas                 |         | Partido Socialista                                     | José Correia           | 45,5 | 4 / 7      |
| Oliveira de Frades    |         | Partido Social Democrata                               | João Maia              | 49,9 | 3 / 5      |
| Penalva do Castelo    |         | Partido do Centro Democrático Social – Partido Popular | Gabriel de Albuquerque | 49,0 | 3 / 5      |
| Penedono              |         | Partido Social Democrata                               | João de Carvalho       | 58,2 | 4 / 5      |
| Resende               |         | Partido Social Democrata                               | Albino Brito           | 52,5 | 4 / 7      |
| Santa Comba Dão       |         | Partido Socialista                                     | Orlando Mendes         | 53,3 | 4 / 7      |
| São João da Pesqueira |         | Partido Social Democrata                               | António Costa          | 50,1 | 3 / 5      |
| São Pedro do Sul      |         | Partido Socialista                                     | Manuel Pinho           | 44,8 | 4 / 7      |
| Sátão                 |         | Partido Social Democrata                               | Luís Cabral            | 52,8 | 4 / 7      |
| Sernancelhe           |         | Partido Social Democrata                               | José Cardoso           | 53,8 | 3 / 5      |
| Tabuaço               |         | Partido Social Democrata                               | José dos Santos        | 51,4 | 3 / 5      |
| Tarouca               |         | Partido Social Democrata                               | Lucílio Teixeira       | 45,4 | 3 / 5      |
| Tondela               |         | Partido Social Democrata                               | António da Cruz        | 49,1 | 4 / 7      |
| Vila Nova de Paiva    |         | Partido do Centro Democrático Social – Partido Popular | Avantino Beleza        | 47,1 | 2 / 5      |
| Viseu                 |         | Partido Social Democrata                               | Fernando Ruas          | 49,0 | 5 / 9      |
| Vouzela               |         | Partido Socialista                                     | Paulo Matos            | 45,3 | 4 / 7      |

| Eleições autárquicas portuguesas de 1993 Distritos: Aveiro \| Beja \| Braga \| Bragança \| Castelo Branco \| Coimbra \| Évora \| Faro \| Guarda \| Leiria \| Lisboa \| Portalegre \| Porto \| Santarém \| Setúbal \| Viana do Castelo \| Vila Real \| Viseu \| Açores \| Madeira |

## Câmaras que mudaram de partido
| Concelho                     | 1989-1993                  | 1989-1993                                                                                 | 1993-1997                  | 1993-1997                                              |
| Concelho                     | Partido                    | Partido                                                                                   | Partido                    | Partido                                                |
| Região Autónoma dos Açores   | Região Autónoma dos Açores | Região Autónoma dos Açores                                                                | Região Autónoma dos Açores | Região Autónoma dos Açores                             |
| ---------------------------- | -------------------------- | ----------------------------------------------------------------------------------------- | -------------------------- | ------------------------------------------------------ |
| Corvo                        |                            | Partido Socialista                                                                        |                            | Partido Social Democrata                               |
| Lajes do Pico                |                            | Partido Socialista                                                                        |                            | Partido Social Democrata                               |
| Madalena                     |                            | Partido Socialista                                                                        |                            | Partido Social Democrata                               |
| Ponta Delgada                |                            | Coligação Partido Socialista–Partido do Centro Democrático Social – Partido Popular       |                            | Partido Social Democrata                               |
| Povoação                     |                            | Partido Social Democrata                                                                  |                            | Partido Socialista                                     |
| Praia da Vitória             |                            | Coligação Partido Socialista–Partido do Centro Democrático Social – Partido Popular       |                            | Partido Social Democrata                               |
| São Roque do Pico            |                            | Partido Socialista                                                                        |                            | Partido Social Democrata                               |
| Velas                        |                            | Coligação Partido Socialista–Partido do Centro Democrático Social – Partido Popular       |                            | Partido Social Democrata                               |
| Distrito de Aveiro           |                            |                                                                                           |                            |                                                        |
| Arouca                       |                            | Partido Social Democrata                                                                  |                            | Partido Socialista                                     |
| Espinho                      |                            | Partido Social Democrata                                                                  |                            | Partido Socialista                                     |
| Estarreja                    |                            | Partido Social Democrata                                                                  |                            | Partido Socialista                                     |
| Ílhavo                       |                            | Partido Social Democrata                                                                  |                            | Partido Socialista                                     |
| Ovar                         |                            | Partido Social Democrata                                                                  |                            | Partido Socialista                                     |
| Vagos                        |                            | Partido Social Democrata                                                                  |                            | Partido do Centro Democrático Social – Partido Popular |
| Vale de Cambra               |                            | Partido do Centro Democrático Social – Partido Popular                                    |                            | Partido Social Democrata                               |
| Distrito de Beja             |                            |                                                                                           |                            |                                                        |
| Alvito                       |                            | Partido Social Democrata                                                                  |                            | CDU – Coligação Democrática Unitária                   |
| Ferreira do Alentejo         |                            | CDU – Coligação Democrática Unitária                                                      |                            | Partido Socialista                                     |
| Ourique                      |                            | CDU – Coligação Democrática Unitária                                                      |                            | Partido Social Democrata                               |
| Distrito de Braga            |                            |                                                                                           |                            |                                                        |
| Amares                       |                            | Partido do Centro Democrático Social – Partido Popular                                    |                            | Partido Social Democrata                               |
| Cabeceiras de Basto          |                            | Partido Social Democrata                                                                  |                            | Partido Socialista                                     |
| Póvoa de Lanhoso             |                            | Partido do Centro Democrático Social – Partido Popular                                    |                            | Partido Socialista                                     |
| Distrito de Bragança         |                            |                                                                                           |                            |                                                        |
| Macedo de Cavaleiros         |                            | Partido Social Democrata                                                                  |                            | Partido Socialista                                     |
| Mirandela                    |                            | Partido do Centro Democrático Social – Partido Popular                                    |                            | Partido Social Democrata                               |
| Mogadouro                    |                            | Partido Social Democrata                                                                  |                            | Partido Socialista                                     |
| Vila Flor                    |                            | Partido Social Democrata                                                                  |                            | Partido Socialista                                     |
| Vinhais                      |                            | Partido Social Democrata                                                                  |                            | Partido Socialista                                     |
| Distrito de Castelo Branco   |                            |                                                                                           |                            |                                                        |
| Belmonte                     |                            | Partido Socialista                                                                        |                            | Partido Social Democrata                               |
| Covilhã                      |                            | Partido Social Democrata                                                                  |                            | Partido Socialista                                     |
| Vila Velha de Ródão          |                            | Partido Socialista                                                                        |                            | Partido Social Democrata                               |
| Distrito de Coimbra          |                            |                                                                                           |                            |                                                        |
| Arganil                      |                            | Partido Socialista                                                                        |                            | Partido Social Democrata                               |
| Cantanhede                   |                            | Partido Social Democrata                                                                  |                            | Partido Socialista                                     |
| Mira                         |                            | Partido Social Democrata                                                                  |                            | Partido Socialista                                     |
| Miranda do Corvo             |                            | Partido Social Democrata                                                                  |                            | Partido Socialista                                     |
| Montemor-o-Velho             |                            | Partido Social Democrata                                                                  |                            | Partido Socialista                                     |
| Oliveira do Hospital         |                            | Partido Socialista                                                                        |                            | Partido Social Democrata                               |
| Soure                        |                            | Partido Socialista                                                                        |                            | Partido Social Democrata                               |
| Tábua                        |                            | Partido Socialista                                                                        |                            | Partido Social Democrata                               |
| Distrito de Évora            |                            |                                                                                           |                            |                                                        |
| Estremoz                     |                            | Partido Socialista                                                                        |                            | CDU – Coligação Democrática Unitária                   |
| Mourão                       |                            | CDU – Coligação Democrática Unitária                                                      |                            | Partido Socialista                                     |
| Viana do Alentejo            |                            | Partido Socialista                                                                        |                            | CDU – Coligação Democrática Unitária                   |
| Vila Viçosa                  |                            | Partido Socialista                                                                        |                            | Partido Social Democrata                               |
| Distrito de Faro             |                            |                                                                                           |                            |                                                        |
| Alcoutim                     |                            | Partido Socialista                                                                        |                            | Partido Social Democrata                               |
| Silves                       |                            | Partido Socialista                                                                        |                            | CDU – Coligação Democrática Unitária                   |
| Vila do Bispo                |                            | CDU – Coligação Democrática Unitária                                                      |                            | Partido Socialista                                     |
| Vila Real de Santo António   |                            | Partido Socialista                                                                        |                            | CDU – Coligação Democrática Unitária                   |
| Distrito da Guarda           |                            |                                                                                           |                            |                                                        |
| Almeida                      |                            | Partido do Centro Democrático Social – Partido Popular                                    |                            | Partido Social Democrata                               |
| Celorico da Beira            |                            | Partido Social Democrata                                                                  |                            | Partido Socialista                                     |
| Manteigas                    |                            | Partido Socialista                                                                        |                            | Partido Social Democrata                               |
| Pinhel                       |                            | Partido Social Democrata                                                                  |                            | Partido Socialista                                     |
| Sabugal                      |                            | Partido do Centro Democrático Social – Partido Popular                                    |                            | Partido Socialista                                     |
| Seia                         |                            | Partido Social Democrata                                                                  |                            | Partido Socialista                                     |
| Distrito de Leiria           |                            |                                                                                           |                            |                                                        |
| Bombarral                    |                            | Partido Socialista                                                                        |                            | Partido Social Democrata                               |
| Castanheira de Pera          |                            | Partido Social Democrata                                                                  |                            | Partido Socialista                                     |
| Marinha Grande               |                            | CDU – Coligação Democrática Unitária                                                      |                            | Partido Socialista                                     |
| Nazaré                       |                            | Partido Socialista                                                                        |                            | Partido Social Democrata                               |
| Pedrógão Grande              |                            | Partido Social Democrata                                                                  |                            | Partido Socialista                                     |
| Pombal                       |                            | Partido Socialista                                                                        |                            | Partido Social Democrata                               |
| Distrito de Lisboa           |                            |                                                                                           |                            |                                                        |
| Cascais                      |                            | Partido Social Democrata                                                                  |                            | Partido Socialista                                     |
| Sintra                       |                            | Coligação Partido Social Democrata–Partido do Centro Democrático Social – Partido Popular |                            | Partido Socialista                                     |
| Região Autónoma da Madeira   |                            |                                                                                           |                            |                                                        |
| Machico                      |                            | União Democrática Popular                                                                 |                            | Partido Socialista                                     |
| Distrito de Portalegre       |                            |                                                                                           |                            |                                                        |
| Alter do Chão                |                            | Partido Socialista                                                                        |                            | Partido Social Democrata                               |
| Crato                        |                            | Partido Socialista                                                                        |                            | CDU – Coligação Democrática Unitária                   |
| Elvas                        |                            | Partido Social Democrata                                                                  |                            | Partido Socialista                                     |
| Fronteira                    |                            | CDU – Coligação Democrática Unitária                                                      |                            | Partido Social Democrata                               |
| Ponte de Sor                 |                            | CDU – Coligação Democrática Unitária                                                      |                            | Partido Socialista                                     |
| Distrito do Porto            |                            |                                                                                           |                            |                                                        |
| Baião                        |                            | Partido Socialista                                                                        |                            | Partido Social Democrata                               |
| Gondomar                     |                            | Partido Socialista                                                                        |                            | Partido Social Democrata                               |
| Paredes                      |                            | Partido do Centro Democrático Social – Partido Popular                                    |                            | Partido Social Democrata                               |
| Valongo                      |                            | Partido Socialista                                                                        |                            | Partido Social Democrata                               |
| Distrito de Santarém         |                            |                                                                                           |                            |                                                        |
| Abrantes                     |                            | Partido Social Democrata                                                                  |                            | Partido Socialista                                     |
| Sardoal                      |                            | Partido Socialista                                                                        |                            | Partido Social Democrata                               |
| Torres Novas                 |                            | Partido Social Democrata                                                                  |                            | Partido Socialista                                     |
| Distrito de Viana do Castelo |                            |                                                                                           |                            |                                                        |
| Ponte da Barca               |                            | Partido Socialista                                                                        |                            | Partido Social Democrata                               |
| Viana do Castelo             |                            | Partido Social Democrata                                                                  |                            | Partido Socialista                                     |
| Distrito de Vila Real        |                            |                                                                                           |                            |                                                        |
| Alijó                        |                            | Partido Social Democrata                                                                  |                            | Partido Socialista                                     |
| Vila Pouca de Aguiar         |                            | Partido Social Democrata                                                                  |                            | Partido Socialista                                     |
| Distrito de Viseu            |                            |                                                                                           |                            |                                                        |
| Carregal do Sal              |                            | Partido do Centro Democrático Social – Partido Popular                                    |                            | Partido Social Democrata                               |
| Moimenta da Beira            |                            | Partido do Centro Democrático Social – Partido Popular                                    |                            | Partido Social Democrata                               |
| Penalva do Castelo           |                            | Partido Social Democrata                                                                  |                            | Partido do Centro Democrático Social – Partido Popular |
| Sátão                        |                            | Partido do Centro Democrático Social – Partido Popular                                    |                            | Partido Social Democrata                               |
| Vila Nova de Paiva           |                            | Partido Social Democrata                                                                  |                            | Partido do Centro Democrático Social – Partido Popular |